# Dan Ar Braz
Pour les articles homonymes, voir Braz et Le Bras.
Dan Ar Braz [ˈdãːnː ar ˈbrɑːs], nom de scène de Daniel Le Bras, né le 15 janvier 1949 à Quimper (Finistère), est un guitariste et auteur-compositeur-interprète français.
De culture bretonne, la majeure partie de son œuvre relève de la musique celtique électrique. Dan Ar Braz accompagne dès la fin des années 1960 Alan Stivell, précurseur de la musique bretonne moderne. Jusqu'en 1977, il est au côté du harpiste breton pour ses albums mais surtout sur scène, porté par la « vague » bretonne en France et à l'international. À l'époque où il joue avec les Anglais de Fairport Convention dans les années 1970, il est considéré par le magazine britannique Melody Maker comme un des dix meilleurs guitaristes vivants au monde.
Après une période en solo, ponctuée d'albums plus intimistes et de concerts à l'étranger, il se lance dans l’aventure de l’Héritage des Celtes en 1993, qui fédère de nombreux artistes européens. Cette réunion autour des musiques celtiques rencontre un large succès populaire en France et une reconnaissance professionnelle, étant récompensée par deux Victoires de la musique. En 1996, il représente la France au concours de l’Eurovision avec une chanson en breton.
Lorsqu'il met un terme à la réunion interceltique, il se recentre sur la Bretagne et privilégie les collaborations avec ses amis : Carlos Núñez, Jean-Jacques Goldman, Jean-Félix Lalanne, Clarisse Lavanant, les sonneurs du Bagad Kemper, etc.

## Biographie

### Influences musicales
La passion de la musique s'installe en lui très jeune, quand il emprunte la guitare de son père pour « gratouiller ». Il écoute avec envie un groupe de garçons de son école Saint-Louis à Châteaulin — où il est pensionnaire — qui enchaîne des morceaux country sous le nom des Inutiles. Il a dix ans lorsqu'il entend avec émotion le son d'une cornemuse écossaise lors d'une promenade en bateau au large de Bénodet. Il lui faut attendre sa communion solennelle en 1962 pour obtenir l'achat de sa première guitare personnelle, une semi-acoustique.
Âgé de quatorze ans, il prend trois cours de musique avec une Quimpéroise, souhaitant apprendre Apache des Shadows et Satisfaction. Puis il arrête et progresse seul à l'oreille. Son goût pour le rock lui fait écouter des artistes comme Cliff Richard, les Shadows, Bob Dylan et un peu plus tard, The Jimi Hendrix Experience ou les Rolling Stones. Son père chante en loisirs et son frère aîné écoute sur Radio Luxembourg le mouvement rock et folk des années 1960. Avec son grand frère Pierre, il découvre les disques de rock'n'roll, d'Elvis Presley à Buddy Holly, et il a la permission de l'accompagner dans certaines boites de nuit du Sud-Finistère. Dans l'une d'elles, La Souricière à Concarneau, il voit en 1964 le groupe Les Jerrys en concert, avec lesquels il jouera plus tard. Il se souvient également d'avoir été un assidu des premiers rangs de l'Odet Palace, salle quimpéroise mythique de l'époque, où il découvre aussi bien les Suédois des Spotnicks que Sylvie Vartan et Les Chats sauvages dont il est grand fan.
Ses visites chez une tante parisienne lui permettent de découvrir les disques des Galeries Lafayettes et d'en rapporter en Bretagne afin de découvrir plus tôt que les autres des guitaristes majeurs comme Bert Jansch, John Renbourn ou John Martyn. Âgé de quinze ans, il souhaite apprendre tout ce qui tourne autour de la guitare : « À partir de là, je passe des heures à mettre les disques de 33 tours en 16 tours pour bosser, car ça allait très vite. » Son apprentissage de la guitare se fait de manière empirique, dans les bals et dans les bars. Au lycée du Likès à Quimper, Dan Ar Braz connaît son premier groupe, où il assure la guitare rythmique sur le répertoire des Shadows. Mais il est plus tenté par le rock plus poussé : « Du coup, je passe à côté des Beatles, même si j'y reviendrai. Je trouve même les Stones trop gentils ! Je préfère les Pretty Things, plus brut de décoffrage, avec les cheveux plus long ». Il s'engage dans un orchestre amateur, Les Rebelles, qui s'appelleront ensuite Les Mods, puis Les Donalds. Le groupe se sépare à l'été 1965. Alors que deux musiciens des Donalds forment l'ossature des Cratères, Dan Ar Braz fait cavalier seul. C'est alors qu'il découvre le folk de Donovan et de Bob Dylan, et se met à rêver d'Outre-Manche devant l'Île-Tudy.

### 1966-1977: les premières expériences scéniques et la période Stivell
Autodidacte, il se produit à dix-sept ans dans des orchestres de bals de la région avec un répertoire constitué des morceaux folk-rock de Donovan, Van Morrison ou encore Rory Gallagher. Le bigouden Henri Béchennec, alias Jack Thierry, lui fait faire son premier bal de noce en 1966, à Plomodiern. Dan joue sur une guitare d'emprunt avant de racheter la Fender Stratocaster datée de 1963 de Gabriel Hippolyte, soliste des Cratères, branchée sur un ampli Fender Super reverb. Pour son jeu à la guitare électrique, il est attentif aux styles de Hank Marvin des Shadows et des Pretty Things. Pour cela, côté son, il s'achète une chambre d'écho à lampes de marque Écholette, qui, en augmentant le volume, délivre une saturation très riche en harmoniques et privilégie les fréquences haut-médium. Il constitue ainsi un son immédiatement reconnaissable en plus de son toucher particulier.
Avec l'orchestre des Jerrys (dans lequel Michel Santangeli est batteur), il joue de tout pour accompagner les danses ce qui lui permet de s'ouvrir et de s'exprimer musicalement. Seul, il monte sur les grandes scènes bigoudènes mais aussi dans les bars pour tester ses nouvelles compositions. Lors de son premier festival de rock, à Pont-l'Abbé en mars 1966, il interprète Les Élucubrations d'Antoine, mais avec son look plutôt BCBG ce jour-là il est en déphasage avec l'interprète original. Pour lui, il était entre deux vies : une vie de bohème poussée par son âme de rocker avec un amour pour les riffs et une vie un peu embourgeoisée avec ses parents. Son père était carrossier et sa mère n'était pas très favorable à ce qu'il devienne musicien mais ne s'opposait pas à sa passion.
Commencent à se dessiner les deux tendances musicales qui le caractérisent : rock et folk, acoustique et électrique. Rocker et folk singer avec guitare et harmonica, il chante aussi ses propres titres, en français et en anglais. Il y évoque la Bretagne, l'amour, la solitude : « Ce sont des ballades, mon côté nostalgique, un peu mal à l'aise dans ma peau. Comment dire aux filles que j'ai envie de les aimer ? Oui, c'est aux filles que mes premières chansons s'adressent. ». Dès l'automne 1967, au sein du groupe Les Kelts de l'accordéoniste du Guilvinec Lili Ronac'h, il écume les salles de bal du Sud-Finistère. Lili est un « père protecteur et précurseur », bataillant pour le statut des musiciens. N'en déplaise à ses parents, Dan quitte l'école hôtelière de Quimper vers laquelle on l'a orienté après deux ans d'étude et deux stages, un à Morgat et un à Bénodet.

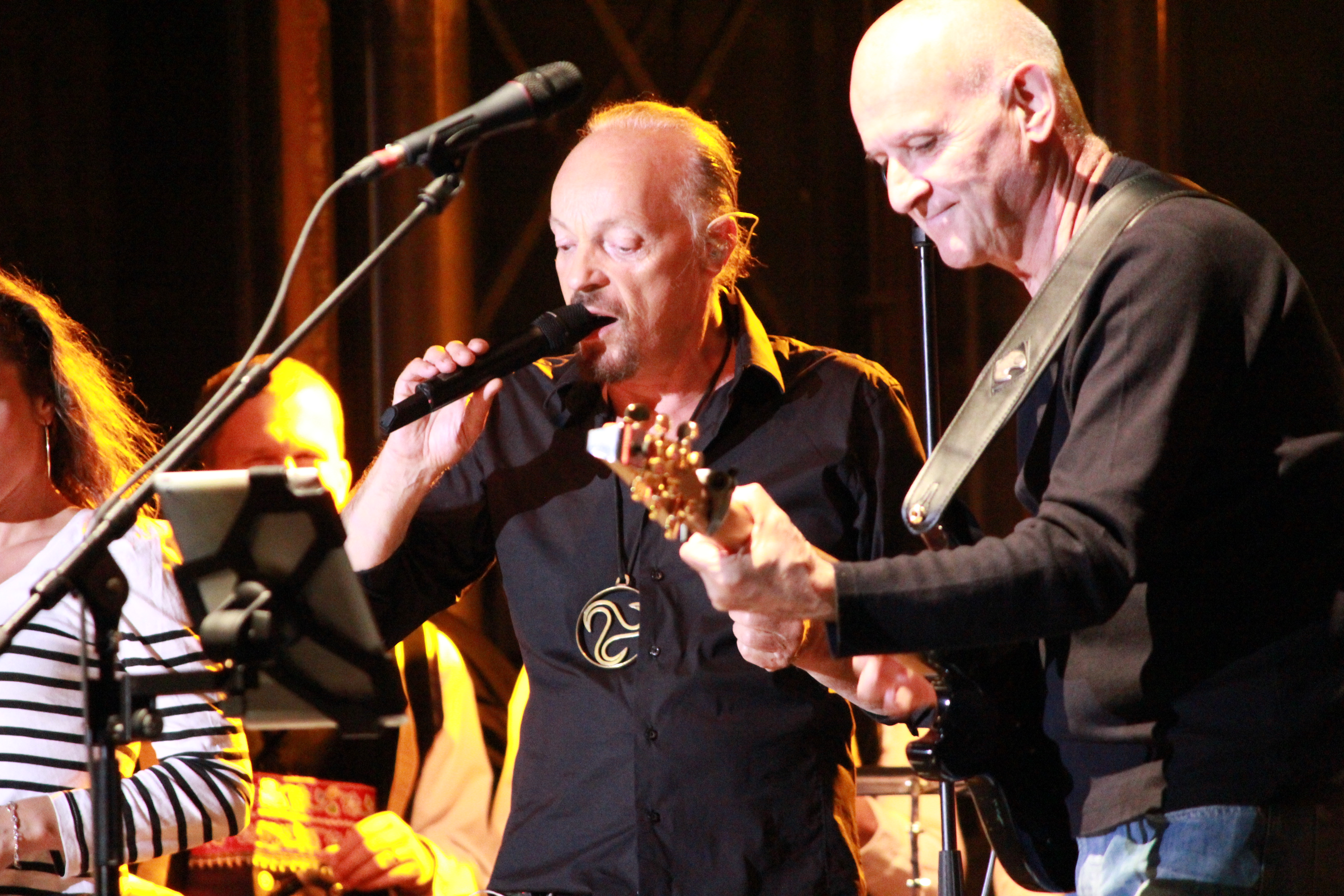
Dan Ar Braz et Alan Stivell à la première représentation du spectacle Celebration au Festival interceltique de Lorient 2012.

Il découvre le harpiste et chanteur Alan Stivell en 1966 lors du festival de Cornouaille. En 1967, alors qu’il travaille comme serveur dans une salle de restaurant à Bénodet, Dan rencontre par hasard Alan Stivell qui vient jouer pour se faire un peu d'argent. C'est la première rencontre mais dans la foulée, Dan part au service militaire. En parallèle de son service militaire, il continue d'animer les bals, avec les MK Gods de Brest, et il se fait embaucher par Stivell pour quelques concerts en Bretagne. Celui-ci va le rebaptiser « Dan Ar Bras », qui deviendra en 1984 « Braz », Dan se rendant compte que les anglophones ne prononcent pas le « s ». Il accompagne occasionnellement Alan sur scène, avec le violoncelliste Henri Delagarde. C’est le début d’une collaboration qui durera une dizaine d’années.
Le répertoire d'Alan Stivell mélange musiques bretonnes, irlandaises et écossaises avec les musiques folk et rock. En cette fin des Sixties, Dan reste divisé entre deux guitares : l'acoustique et l'électrique. Jusqu'alors, l'intérêt de Dan ne s’était pas encore porté vers la musique traditionnelle et celtique : il va alors découvrir un autre univers musical et comprendre les relations qui existent entre celui-ci et les mélodies de musiciens issus du folk et du rock qu'il apprécie. Il se rend compte que ce qui était pour lui du blues anglo-saxon a des origines celtiques (James Taylor, Bill Evans, John Martyn, The Byrds, etc.) et que la musique bretonne est du blues. Dan Ar Braz reconnaît l’importance qu'a joué Alan Stivell dans son approche de la musique et dans sa propre évolution. Quand il commence à travailler ensemble, il se rend compte que sa technique est un peu limitée pour jouer la musique traditionnelle. Alan lui permettra d'approcher à la guitare le jeu et la sonorité de la cornemuse. Il exprime également sa reconnaissance pour lui avoir fait découvrir « des trésors qui auraient pu disparaître si des gens comme lui ne s'étaient pas battus farouchement pour défendre cette culture superbe. »

#### 1971-1973: le groupe Mor
En parallèle, Dan forme un duo avec Serge Derrien, un guitariste de Quimper, et se font appeler « Serge et Dan ». Rejoints par Jean Nin, ils forment le groupe Mor (« mer » en breton) au destin éphémère. Ils jouent dans les cabarets et parfois en première partie d'Alan Stivell. Au casino de Bénodet, Gérard Bacquet, rédacteur en chef de la revue Extra, les entend. De fil en aiguille, ils enregistrent deux titres, dans le mythique studio du château d'Hérouville (Val-d'Oise), qui se retrouvent sur l'album Puissance 13 + 2 avec treize groupes français (dont Magma) et deux américains. En 1973, Stations, seul album du groupe, reçoit un bon accueil, dont l’influence de Stephen Stills est perceptible, source d'inspiration pour son jeu acoustique, notamment en open-tuning. Dan est passionné tant par les sonorités rock de la guitare électrique que par la fluidité de l'acoustique. C'est ainsi qu'il jouera longtemps la chanson Merci, Monsieur Stephen Stills de sa composition. Leur label Thélème sort la compilation Music Is My Honey comptant sept autres groupes. Prenant conscience de la fragilité de sa situation, il préfère rester salarié dans la formation d'Alan Stivell, ce qui lui permet de profiter sereinement du plaisir d'être musicien.

#### Olympia 1972: engouement musical et culturel
La formation d'Alan Stivell va se roder sur les scènes de Bretagne et d'Europe. C’est à cette époque que Dan prend conscience de ses racines bretonnes, de la réalité de la musique celtique et qu’il élabore son jeu de guitare qui lui vaudra les éloges du Melody Maker. Gabriel Yacoub rejoint fin 1971 la formation puis la quitte à la fin de l'été 1973 pour former le groupe folk Malicorne. La Bretagne connaît un engouement après le concert du 28 février 1972 à l'Olympia de Paris. La musique celtique devient alors très populaire en France et à l'étranger. Dan est pris dans la vague. D'abord régionales, les tournées de la formation deviennent européennes, puis internationales avec l'Amérique du Nord et l'Australie. Dan travaille beaucoup la guitare, d'abord pour continuer à se mettre à niveau, puis, comme ce fut le cas durant toute sa carrière, pour combattre le manque de confiance qui souvent l'habite.
Parallèlement à l’activité de scène, Dan participe entre 1971 et 1977 à l’enregistrement de sept albums d'Alan Stivell, dont les emblématiques Renaissance de la harpe celtique (1971), À l'Olympia (1972), Chemins de terre (1973) et E Dulenn - À Dublin (1975). En 1975, Dan et les autres musiciens de Stivell souhaitent enregistrer un disque. Ils forment alors le groupe Ys mais Alan l'apprend et cela ne lui plaît pas. Ils choisissent néanmoins de poursuivre leur voie seuls, à l'exception de Dan qui reste quelque temps encore aux côtés du harpiste.

#### 1976: l'expérience Fairport Convention
En janvier 1976, la formation de Stivell change. Arrive notamment le violoniste Dave Swarbrick, en provenance du groupe folk-rock britannique Fairport Convention. Le lien est créé. Plus tard, resté seul à la barre de Fairport Convention, Swabrick entraîne le guitariste de Stivell dans l'aventure : Dan devient alors l'un des rares musiciens français à avoir participé à un groupe anglais. En 1976, Dan se retrouve donc projeté dans le monde musical anglo-saxon dont il rêvait et il s'installe dans une petite maison près d'Oxford : « Ma femme Zanou est venue me rejoindre, avec ma fille Yuna. J'avais du temps. Je me suis mis à composer. On a tourné en Angleterre, en Allemagne, en Scandinavie. On a fait un paquet de concerts. Ça n'a pas duré très longtemps, mais ça a été très dense. Et puis le groupe s'est arrêté. »En février 1976, il fait la « une » du magazine britannique Melody Maker avec cette nouvelle formation. Celui-ci le place désormais parmi les meilleurs guitaristes au monde. Après les tournées en Angleterre et aux États-Unis, il retrouve Stivell et participe à sa tournée en Australie.
Bien que cette expérience ne lui permette pas une pleine expression musicale, elle lui apporte d'autres expériences professionnelles et d'autres satisfactions, comme son amitié durable avec le bassiste Dave Pegg et des rencontres (émaillées de sessions improvisées) avec des guitaristes rock comme Rory Gallagher ou John McLaughlin.
Il retrouvera le groupe sur scène pour deux concerts de reformation les 14 août 1982 et 13 août 1983 à Cropredy (près de Banbury) dans l'Oxfordshire (Royaume-Uni) dont les enregistrements paraîtront plus tard sous la forme d’albums non officiels : A.T. 2 - The Reunion Concert (1 cassette, 1983), The Boot (2 cassettes, 1984) et A.T. 2 / The Boot (4 CD, 2000).

### 1977-1992: la carrière solo
Au printemps 1977, Dan Ar Braz participe à la tournée triomphale d'Alan Stivell en Australie, en ayant notamment dû, après le voyage, faire apprendre les morceaux aux musiciens sur place. Sentant en Alan un certain agacement à voir son guitariste se disperser, il choisit de se consacrer entièrement à ses projets. Il dit néanmoins avoir longtemps été « orphelin d’Alan » et « serait bien resté son guitariste à vie ». Après avoir accompagné Jacques Higelin le temps de la tournée et de l'album No man's land, Dan commence sa carrière solo cette même année avec une nouvelle formation et son tout premier album à l'automne. Étant amoureux de son pays et de ses vieilles légendes, il enregistre et publie en 1976 l'album instrumental Douar Nevez, qui est une suite musicale inspirée de la légende de la ville d'Ys, composé en partie en Angleterre et en partie en Bretagne. En 1978, il enregistre et publie l'album Allez dire à la ville dans lequel il chante en français des textes du poète Xavier Grall, issus du recueil La Sône des pluies et des tombes, mis en musique folk-rock. Le journaliste Jacques Vassal rapporte des critiques « de ses compatriotes » portant sur le chant uniquement en français (mais qui était une première pour le guitariste) et le choix du poète dont les prises de positions ne faisaient pas l'unanimité (Le Cheval couché en 1975).
À l'automne 1979, Dan publie son troisième album solo, l'instrumental The Earth's Lament (« La Complainte de la Terre ») dominé par son jeu de guitare et consacré à l'environnement après le naufrage de l'Amoco Cadiz au large de la Bretagne. Le thème de ce nouveau voyage intérieur est à la fois enraciné et tourné vers une planète menacée avec un désir de fraternité entre ses habitants. Il y reprend également la chanson Rain des Beatles et dédie son rock celtisant To Rory à son ami irlandais Rory Gallagher. Il approche ce dernier pour qu'il produise un nouvel album que Dan souhaite blues-rock. Rory accepte mais pas sa maison de disque qui bloque le projet. Cette même année, accompagné de Dave Evans et Duck Baker (en), il explore la musique irlandaise dans l'album Irish reels, jigs, airs and hornpipes, enregistré avec Davey Graham, Dave Evans et Duck Baker, et produit par Stefan Grossman. Débutent alors pour lui une époque plus compliquée et un statut de leader qu'il ne désire pas vraiment.

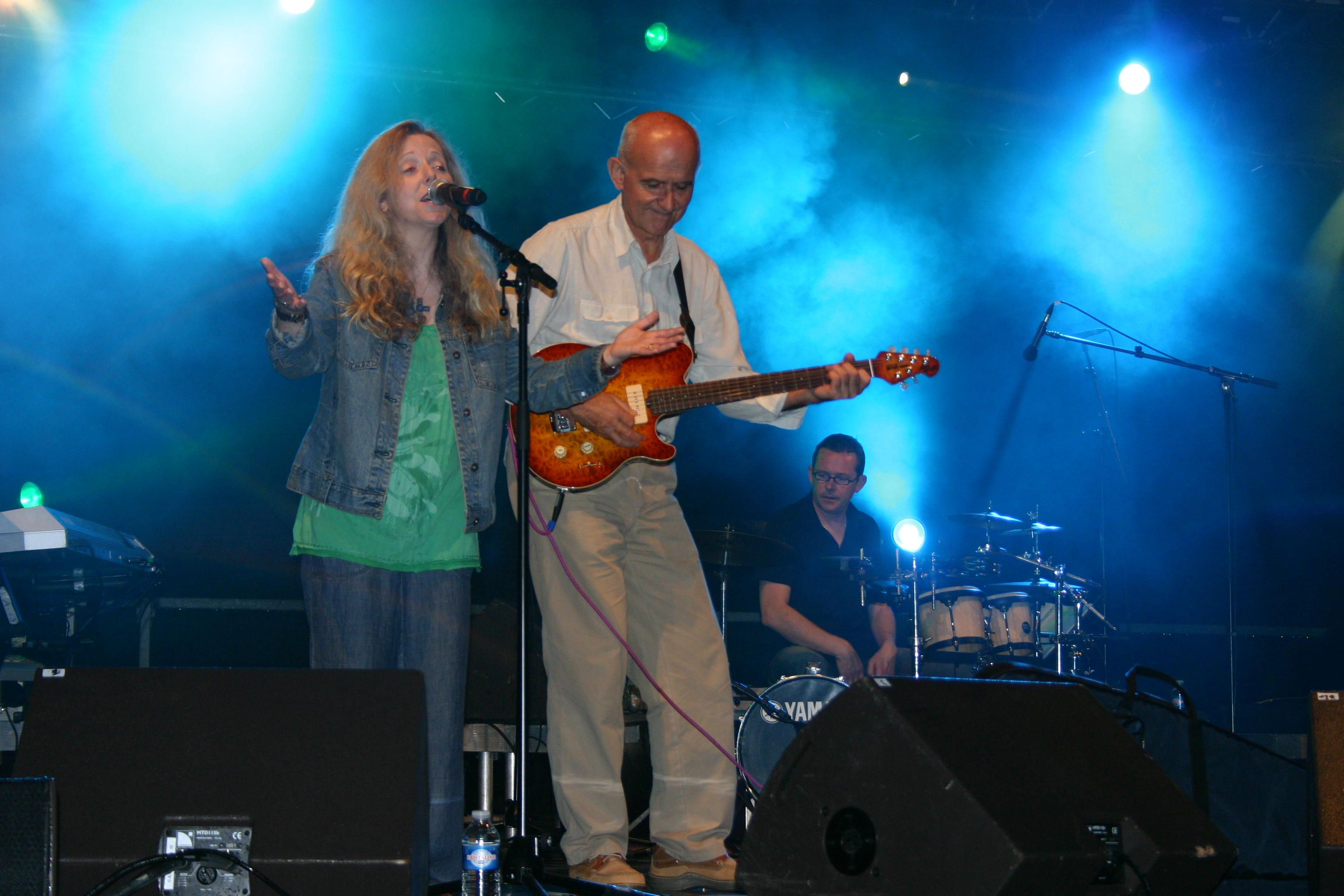
Dan et Elaine Morgan à l'Aymon Folk Festival de Bogny-sur-Meuse en 2008

De son propre aveu, les années 1980 sont des années difficiles, en partie dues à la désaffection du public pour le genre musical. Comme il est l'objet de nombreuses demandes de concerts acoustiques, Dan stoppe son groupe et honore ses contrats au début des années 1980. Il se produit dans les pays celtiques, en Europe (Italie, Allemagne, Angleterre, Scandinavie, Danemark) et en Amérique du Nord, notamment en première partie du groupe Malicorne pendant sa tournée américaine à l'été 1984. Ces voyages renforcent son identité bretonne et lui permettent de faire des rencontres : Dónal Lunny, Elaine Morgan. Pendant cette période, Dan enregistre quatre albums solos : Acoustic (1981), Musique pour les silences à venir (1985), Septembre bleu (1988, avec Éric Serra) et Songs (1990, avec deux membres de Fairport Convention, Dave Pegg et  Maartin Allcock). Il se produit aussi occasionnellement au sein du groupe Flying Mosquito, avec le batteur Gérard Macé, le bassiste Yann Honoré et le claviériste David Jarno, en reprenant un répertoire de classiques du rock anglo-américain.
En janvier 1991, Dan Ar Braz joue au théâtre de Quimper pour la sortie de son album dédié à la Bretagne, Borders of salt : Frontières de sel, enregistré à Dublin. Le programmateur du festival de Cornouaille, Jakez Bernard, qui assiste au concert, le met à l'affiche en clôture du festival la même année. Il s'y produit alors avec son mini groupe composé de Patrick Molard, Patrick Péron et Jacques Pellen. Le Bagad Kemper vient comme invité : c'est la genèse de l'Héritage des Celtes. 1992 est une année d’intense activité discographique, épaulé par le Maartin Allcock (claviers, basse, mandoline) : le chanteur poursuit le travail amorcé en 1979 sur les textes de Xavier Grall en publiant l'album acoustique Xavier Grall chanté par Dan Ar Braz, Ronan Le Bars apporte son concours aux deux autres albums sortis cette année-là, Rêves de Siam, bande originale du film d'Olivier Bourbeillon et Les Îles de la mémoire qui comprend des réenregistrements de certains morceaux des premiers albums.

### 1993-2002: l'Héritage des Celtes

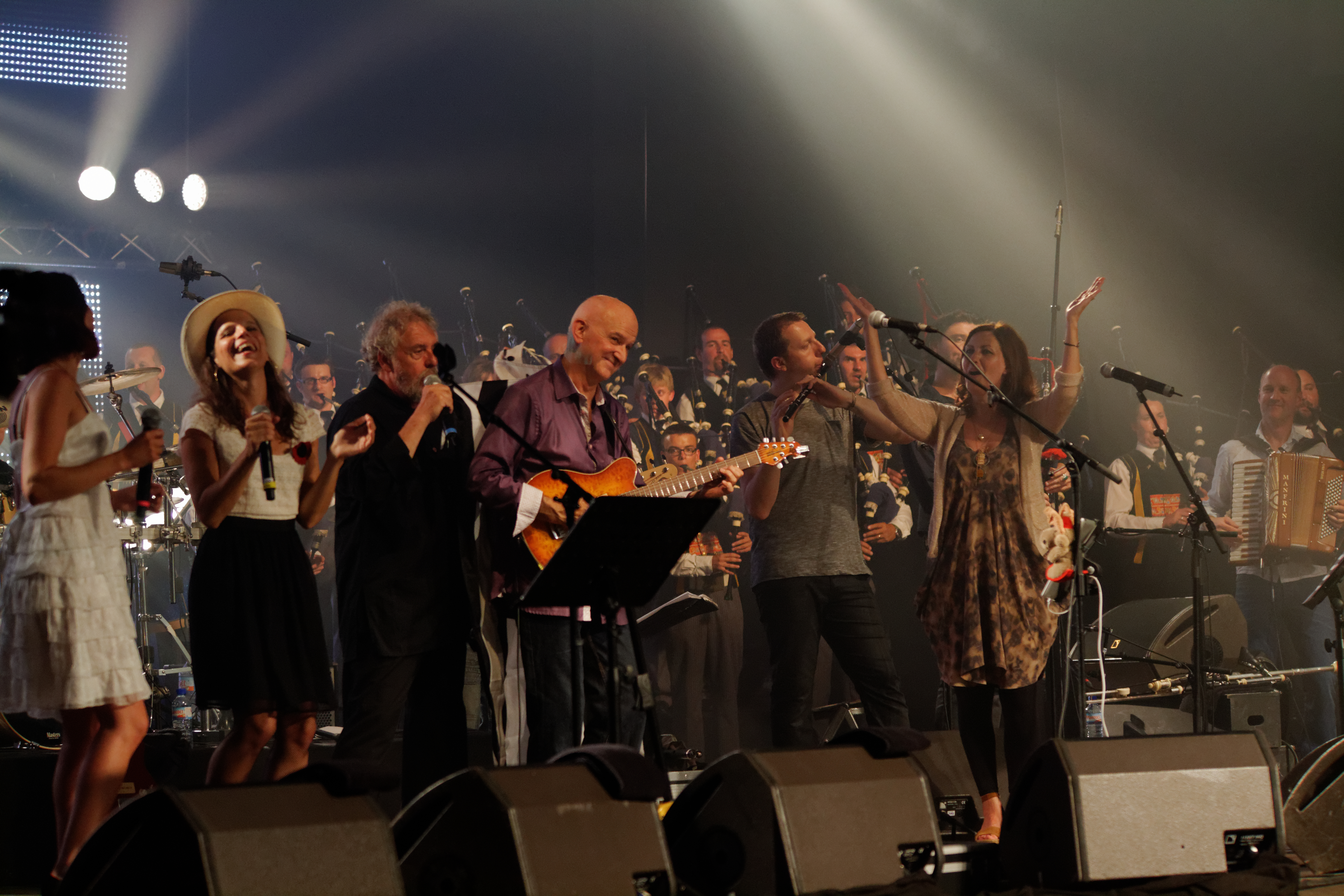
20 ans de l'Héritage des Celtes lors des 90 ans du festival de Cornouaille en 2013

Jakez Bernard veut poursuivre la rencontre qui a eu lieu au festival de Quimper entre Dan et le bagad Kemper. Il est d'abord question d'un projet celtico-africain mais il paraît compliqué. Ils pensent ensuite aux Irlandais. Là-bas, le musicien folk et producteur Donal Lunny sert de contremaître au travail de Dan Ar Braz en Bretagne. À l'occasion du 70e Festival de Cornouaille à Quimper en 1993, Dan Ar Braz se voit donc offrir carte blanche pour créer le spectacle intitulé L'Héritage des Celtes, qu'il donne en concert de clôture, entouré de 75 musiciens dont les chanteuses Elaine Morgan et Karen Matheson (du groupe Capercaillie), le Shotts Pipe Band de Glasgow et le Bagad Kemper ainsi qu'Alan Stivell. Huit mille personnes découvrent avec enthousiasme cet événement. Au dires des protagonistes de ce spectacle, c'est une surprise et l'envie commune de prolonger cette réunion festive. Avant le véritable lancement du concept de L'Héritage des Celtes, Dan publie - en compagnie de Patrick Molard - un « dernier » album solo en 1994, Theme for the Green Lands, dont plusieurs titres phares seront repris par l'Héritage. « Il fallait faire une cuisine celtique pour tous les goûts, et donc pas trop pimentée. À partir de quelques morceaux que j'avais déjà écrits auparavant et d'autres créés pour l'occasion, je me suis appliqué à construire un répertoire qui soit plaisant, populaire sans être populiste » explique Dan Ar Braz.
Les producteurs décident rapidement d'immortaliser cette création en enregistrant en avril 1994 un album au studio Windmill Lane de Dublin (dans lequel sont passés les albums de Dire Straits ou les Stones), bénéficiant de la contribution du groupe irlandais U2. Le concert au festival des Tombées de la nuit de Rennes en juillet 1994 confirme l'idée de poursuivre le projet et la maison de disque Sony Music s'y intéresse, Olivier Montfort et ses collaborateurs ayant senti la vague bretonne arriver : « En rencontrant Dan, je me suis dit : il a le potentiel pour toucher le grand public. Il a une histoire personnelle riche, une identité, il défend une culture, des valeurs ».
L'album studio Héritage des Celtes sort donc le 4 novembre 1994 sous le nom de Dan Ar Braz et le label Columbia. La concrétisation du projet, aidé par la major, va participer en ce milieu des années 1990 au nouvel engouement du public pour les musiques celtiques, commencé quelque temps plus tôt avec le groupe Ar Re Yaouank (plus tourné vers le public des festoù-noz) et Alan Stivell avec son disque d'or Again paru en 1993 par Sony, auquel son ancien guitariste a participé. Aidé par les différents artistes qu’il a fédérés autour de ce projet, Dan Ar Braz a l'ambition de présenter la richesse de la musique celtique dans toute sa diversité. Outre les artistes déjà cités, on retrouve également Gilles Servat, Nollaig Casey, Yann-Fañch Kemener, Didier Squiban, Donald Shaw et bien d'autres. L’intention est d'assumer, au travers de la musique, l’héritage de la culture celte. Y sont représentés les pays et régions qui revendiquent cet héritage : la Bretagne, l’Irlande, l’Écosse, le Pays de Galles, la Cornouaille britannique, l’Île de Man et aussi les Asturies et la Galice.
L'album reprend Borders of Salt, chanson-titre d'un précédent album solo de Dan sorti sans grand succès en 1991 qui deviendra emblématique de la formation. 35 000 exemplaires sont vendus en l'espace d'un mois, avant d'être distribué dans une dizaine de pays, dont les États-Unis et le Japon. Sésame d'une tournée, c'est lors de la deuxième soirée au festival de Cornouaille en juillet 1995 que l'ensemble reçoit devant 9 000 spectateur son premier disque d'or pour les 100 000 exemplaires vendus, dépassant par la suite les 200 000 albums vendus.
En 1995 sort l’album live En concert comprenant de nouveaux titres. Celui-ci dépasse également les 100 000 exemplaires et la cassette vidéo atteint les 20 000 exemplaires. Deux ans plus tard, en 1997, un nouvel opus studio paraît, Finisterres, dans lequel la Galice apporte sa colloration celte grâce à la gaïta de Carlos Núñez. Ces deux albums sont récompensés aux Victoires de la musique. En tournée française, Dan Ar Braz et les 70 musiciens remplissent le Zénith de Paris les 16 et 17 mars 1998. Sorti la même année, le double album live Zénith rendra compte de ces deux concerts. En mai 1999 sort l’album live Bretagnes à Bercy, enregistrement du concert unique à Paris-Bercy donné majoritairement par L'Héritage des Celtes, rejoint sur scène par Alan Stivell, Tri Yann, Gilles Servat, Armens. Jean-Jacques Goldman et Michael Jones participent à la chanson Left in Peace.
En août 2000, L'Héritage est invité au Festival interceltique de Lorient : c’est à cette occasion émouvante que Dan Ar Braz annonce l'arrêt de l'aventure, la fatigue de la scène et du statut de leader se faisant sentir. La mobilisation des nombreux artistes de l’Héritage s'est également révélée complexe, du fait des carrières respectives et des emplois du temps de chacun. Néanmoins, cette deuxième vague de la musique celtique semble plus durable, il convient de noter le succès de la fête de la Saint-Patrick dans le monde et de l’exportation du Festival interceltique de Lorient.
En 2002, Dan Ar Braz et une bonne partie de l'équipe de l'Héritage des Celtes donnent toutefois deux concerts au Stade de France, à l'occasion de la Fête de la Saint-Patrick : la Nuit Celtique (sortie en DVD) attire en deux soirées plus de 90 000 spectateurs, réunissant plus de 600 artistes et notamment, l'Héritage, Carlos Núñez, Denez Prigent, Didier Squiban, Gilles Le Bigot, Ronan Le Bars, le Bagad Kemper. La deuxième partie consacre les retrouvailles - le temps d'une soirée - du public avec l'Héritage des Celtes, puisque Gilles Servat, Elaine Morgan et Dan Ar Braz font un triomphe avec un concert emblématique, traduisant la capacité des musiques bretonne et celtique à attirer sur Paris un public nombreux lors d’événements d'une telle ampleur.

### 2001-2012: le retour à la carrière solo

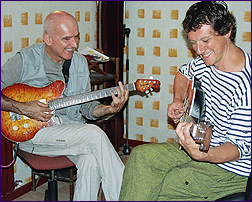
Dan Ar Braz et Bruno Coupé en 2002, en préparation d'une tournée au Liban.

Fort de cette expérience extraordinaire et après plus de deux millions d'albums vendus, Dan reprend son chemin musical en solo. À travers sa guitare, il invite à une promenade solitaire sur les rives de la Bretagne en proposant ses compositions instrumentales sur l'album La mémoire des volets blancs en 2001. Cette œuvre testamentaire introspective, très personnelle voire nostalgique, est enregistrée à Dublin et forme une sorte de trilogie avec les albums Musiques pour les silences à venir et Septembre bleu, sortis précédemment. L'album se vend à plus de 50 000 exemplaires.
En 2003, il publie À toi et ceux, un album qui comprend des textes écrits par lui-même ainsi que par ses amis Clarisse Lavanant et Jean-Jacques Goldman. Une tournée suivra entre 2004 et 2005, comptant une vingtaine de dates à travers la France dont Paris (La Cigale), Clermont-Ferrand, Nantes, Amiens, Rennes, Lille et Quimper.
En mars 2006 sort un coffret CD et DVD intitulé Frontières de sel qui fait partie de la collection « Horizons celtiques », à laquelle appartenait déjà la compilation Celtiques sortie en 2003. En inédits, ce coffret propose des images du dernier concert enregistré à Quimper et cinq titres audio live.

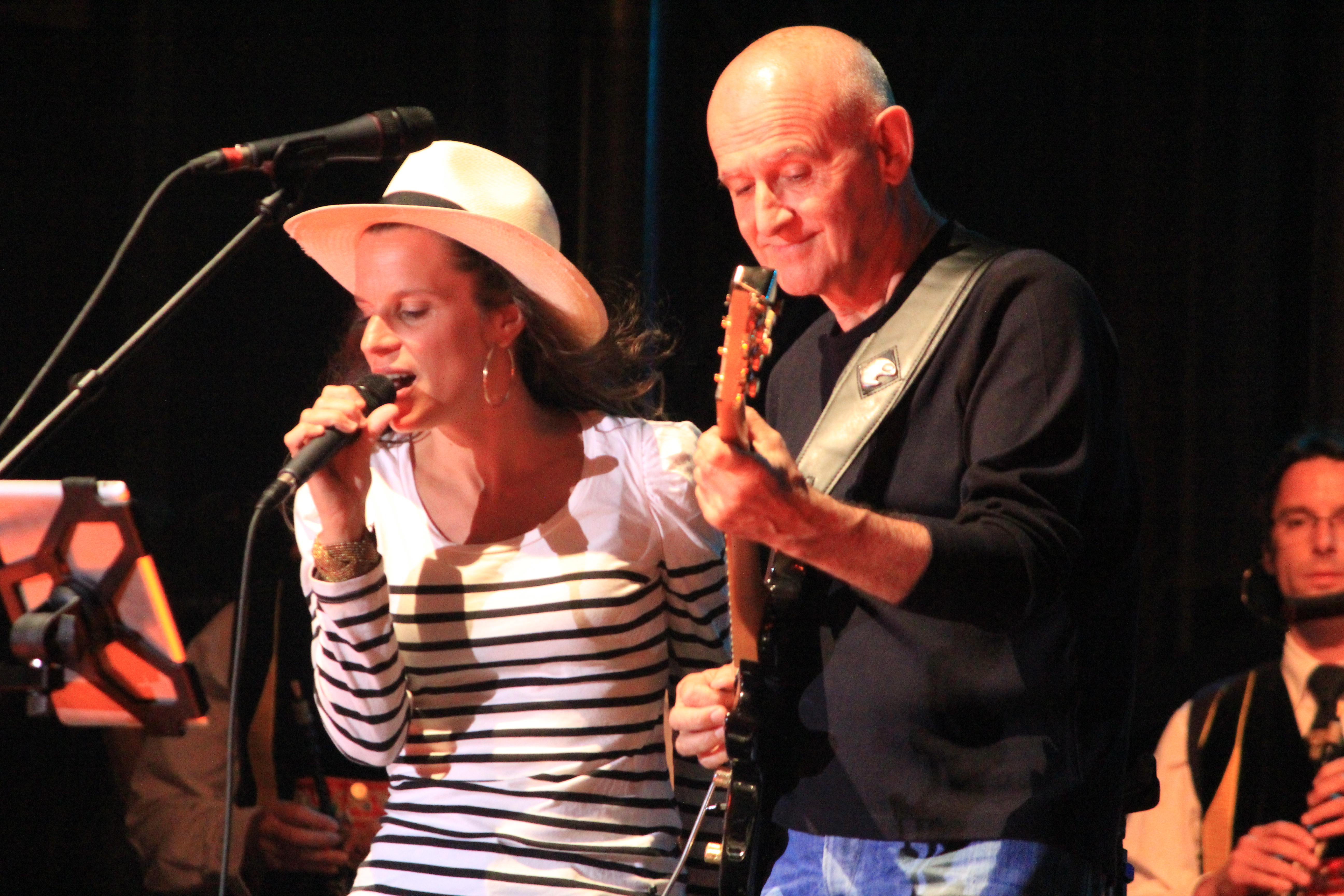
Dan et Clarisse Lavanant à la première de Celebration au Festival interceltique de Lorient 2012

Enregistré à Bruxelles, un nouvel album intitulé Les Perches du Nil sort le 26 mars 2007 chez Sony Music lors de la Nuit de la Saint-Patrick à Bercy, où il interprète la chanson Le nom du vent écrite par Christian Lemoine. Dans une interview, Dan Ar Braz explique que l'inspiration de cet album lui est venue après avoir vu le film documentaire Le Cauchemar de Darwin d'Hubert Sauper. Il marie ses influences folk-rock à des instruments de world music. À nouveau, Clarisse Lavanant signe une partie des textes, en plus des trois écrits par Dan et les deux textes de Melaine Favennec datant de l'album Borders of salt : Frontières de sel (Regarde autour et De la lune à la lune). Guizmo du groupe Tryo (Pleure) et la camerounaise Sally Nyolo (Terres vertes unies vertes) sont les invités de cet album ouvert aux influences africaines. C'est son dernier album avec la « major » Sony, qui lui rend son contrat. Pas surpris, l'artiste estime que l'aventure avec le label a atteint ses limites en le poussant « dans une prison dorée, un placard de rangement au rayon celtique ». Dan Ar Braz tient à rester un musicien libre, veut privilégier son plaisir.
Avec Clarisse Lavanant, il enregistre en 2009 Comptines celtiques et d'ailleurs, un album pour enfants comprenant des chansons aux harmonies celtes. Dan les interprète en 2010 sur la scène du Festival interceltique de Lorient lors d'un « Concert pour Celtes en devenir ». En 2011, le label L'OZ Production publie Bretagnes, ici, ailleurs, là-bas, une compilation de ses trois derniers albums. Toujours en 2011, il se lance dans une tournée en duo avec Clarisse Lavanant qui propose un voyage musical au cœur de leurs créations mais aussi autour de la poésie de Glenmor, de Xavier Grall et de Youenn Gwernig.
Le 17 mars 2012, Dan Ar Braz fête la Saint-Patrick au Zénith de Nantes aux côtés du sonneur galicien Carlos Núñez. C'est une étape nantaise dans une tournée de dix concerts.

### Depuis 2012:Célébrations,Cornouailles Soundtrack,HarmonieetDan Ar Dañs
Le projet initial du guitariste est de réinterpréter à sa façon les musiques qui composaient son univers adolescent pour en faire sa « Cornwall Soundtrack ». Mais les instrumentaux à la guitare qu'il finalise en vue d'un album plutôt nostalgique lui donnent finalement envie d'exprimer des choses différentes qui se sont réveillées en lui. Il se questionne sur ce qu'il ressent au fond de lui dans cette Bretagne au quotidien dont il est le plus souvent fier et projette un idéal pour la société (union des territoires), pour les différentes « tribus » qui la compose (fraternité).

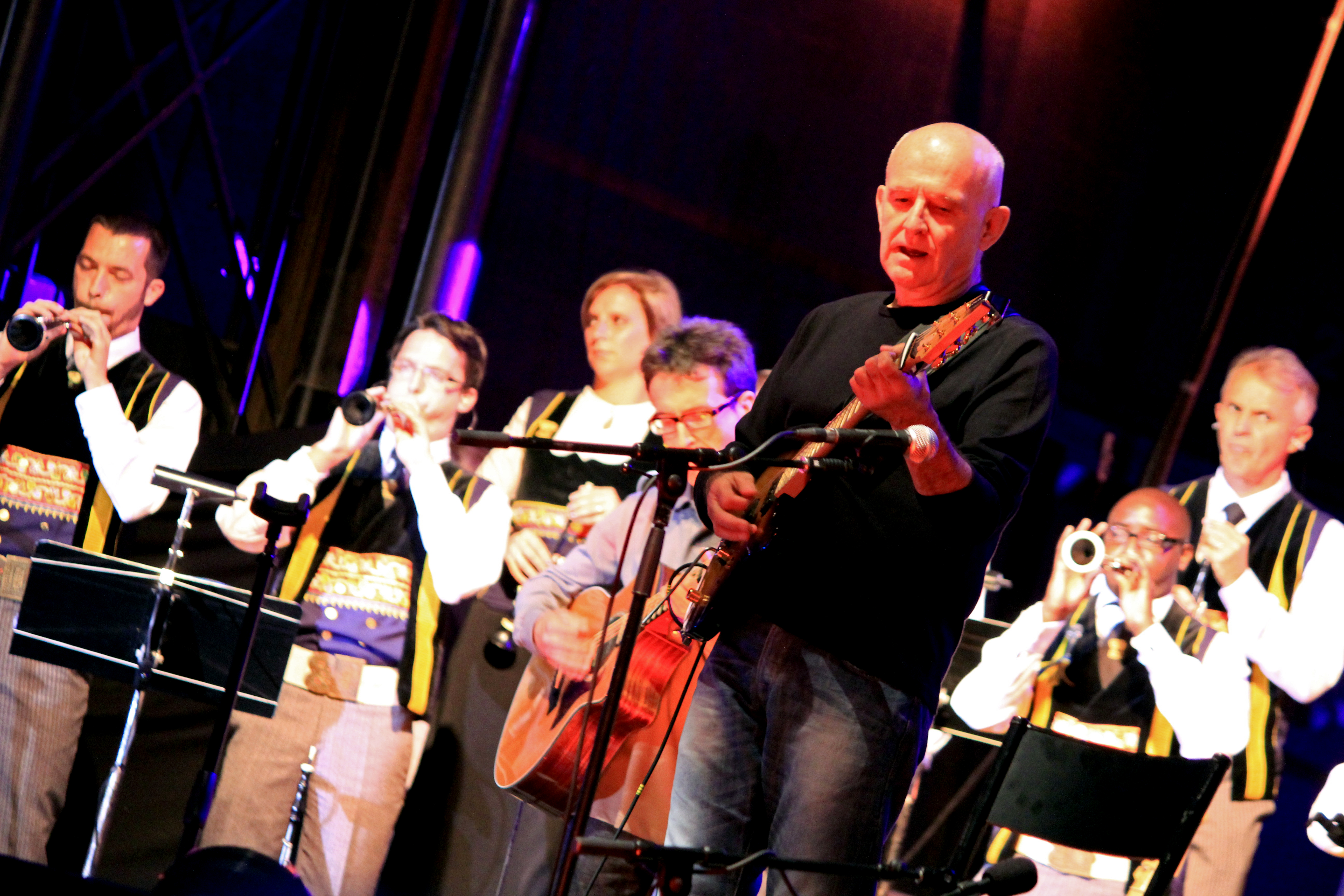
Dan Ar Braz s'entoure du Bagad Kemper pour la tournée Celebration qui débute par le Festival interceltique de Lorient 2012.

L'album Celebration sort le 20 juin 2012, composé de treize nouvelles chansons pour célébrer la Bretagne. La première représentation du nouveau projet musical a lieu le 11 août 2012 lors du Festival interceltique de Lorient sur le port de pêche. Alan Stivell rejoint la formation sur le classique Borders of Salt. La grande formation bretonne se compose du Bagad Kemper (au complet ou mini-formation), de Clarisse Lavanant et Morwenn Le Normand au chant, Ronan Le Bars aux uilleann pipes, cornemuse et whistles, David Er Porh aux guitares, Patrick Péron aux claviers, Stéphane Rama à la basse et Patrick Boileau à la batterie.
Le « Celebration Tour » se poursuit jusqu'en novembre 2012 en Bretagne (championnat des sonneurs, Saint-Quay-Portrieux, Fouesnant, Trégunc, Quiberon) et il reprend au début de 2013, programmé lors du spectacle « Nuit de la Bretagne », réunissant des artistes bretons ayant marqué l'année 2012, au Zénith de Nantes puis en avril au Zénith de Caen et au Zénith de Lille. Il passe par Hendaye, Équeurdreville, Changé, Juvisy-sur-Orge et se produit jusqu'en Allemagne, à Sarrebruck. À l'occasion du 90e anniversaire du festival de Cornouaille et du 20e anniversaire de la création de l'Héritage des Celtes, Dan Ar Braz donne le 27 juillet 2013 à Quimper une soirée exceptionnelle avec la participation d'invités tels que Gilles Servat, Karen Matheson et Donald Shaw du groupe Capercaillie,. Ce concert aboutit au CD live Célébration d'un héritage.
Le 24 mars 2015, Dan publie l'album instrumental Cornouailles Soundtrack, une bande-son colorée et habitée, accompagné d'un nouveau spectacle où la guitare de Dan « donne de la voix » mais de manière intimiste, sans démonstration. C'est, en quelque sorte, une conclusion à la trilogie d'albums instrumentaux, réédités pour l'occasion par Coop Breizh.
En 2017, après 15 ans de complicité artistique, le duo formé par Dan Ar Braz et Clarisse Lavanant sort Harmonie, un album réunissant 19 titres en français et en breton — des reprises et des créations dont les paroles sont signées Clarisse et la musique Dan — fruit des tournées du duo avec des chansons communes commencées en juillet 2011.
Dan donne le 8 août 2024 un concert gratuit à Concarneau à l'occasion du festival des Filets Bleus,.

## Participations diverses

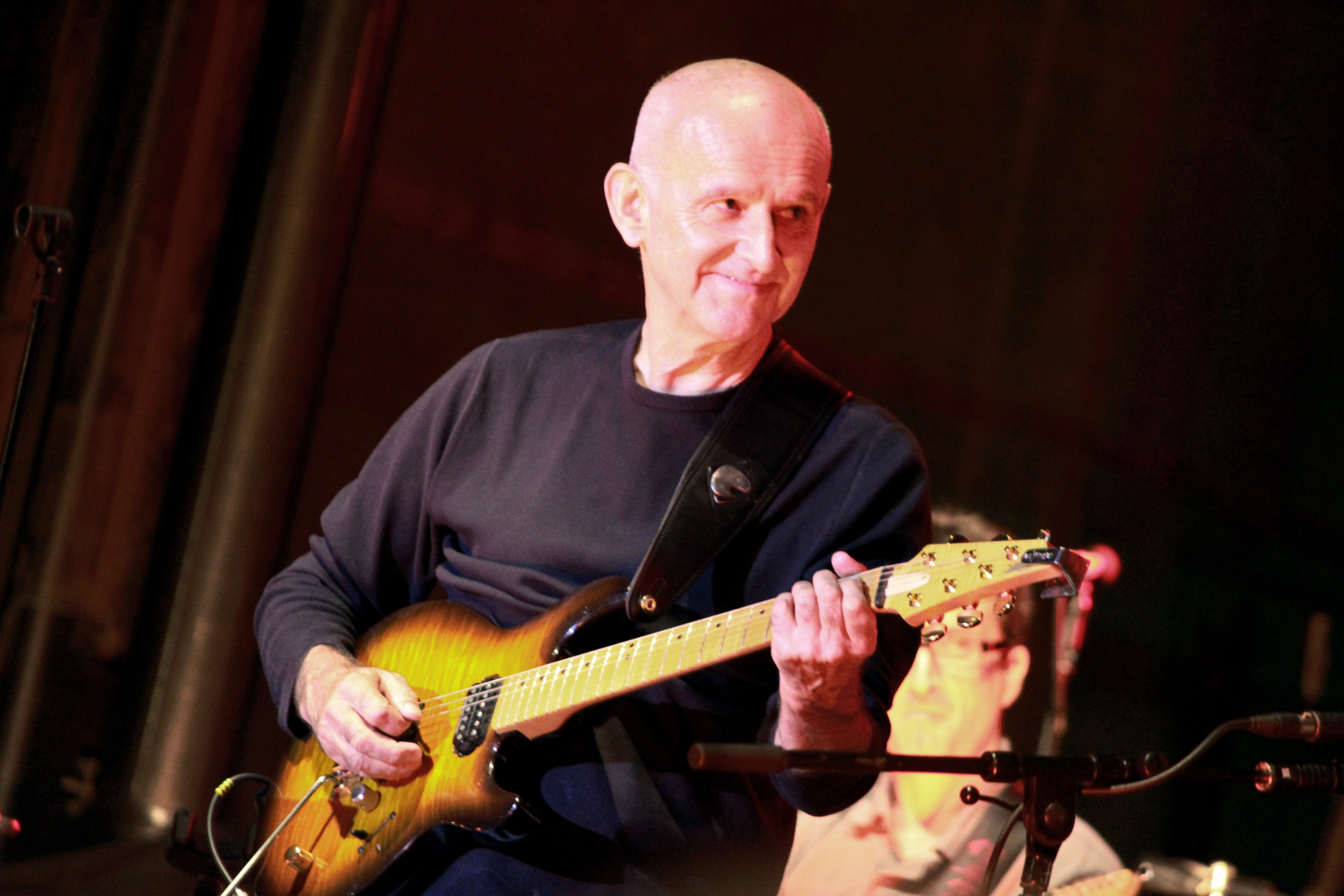
Dan Ar Braz, ici au festival interceltique de Lorient 2012, représente la France à l'Eurovision 1996.

En 1978, Dan Ar Braz réalise avec d'autres chanteurs et musiciens, bretons ou non, un disque collectif sur la marée noire de l'Amoco Cadiz. Le produit de la vente de ce disque est intégralement reversé à la Société pour l'Étude et la Protection de la Nature en Bretagne.
En 1996, il représente la France au Concours Eurovision de la chanson avec le titre Diwanit Bugale, titre lancinant plutôt éloigné de l'image habituelle de la musique celtique. La chanson en breton, coécrite avec Gweltaz Ar Fur, évoque les écoles en langue bretonne Diwan. La chanson sera reprise sur Finisterres par Elaine Morgan, Karen Matheson et Gilles Servat. Les jurys européens ne lui offrent que la 19e place sur 23 pays, « un vote sanction contre la France », après les 146 essais nucléaires entre 1975 et 1996 dans le Pacifique sud, se mettant à dos la communauté internationale. Mais cette représentation bretonne pour la France sera aussi « un joli pied de nez quand on sait que la France avait tout fait pour détruire la langue bretonne ».
En 1999, il participe au rassemblement des Enfoirés, qui a pour but de collecter des fonds au profit des Restos du cœur. Il joue notamment C'est déjà ça accompagné d'un bagad, Zazie, Renaud et Coumba Gawlo Seck.
En 2001, il participe à quelques dates de la tournée L'Odyssée des Enfoirés, à Brest par exemple, mais n'est pas présent lors de l'enregistrement du spectacle.

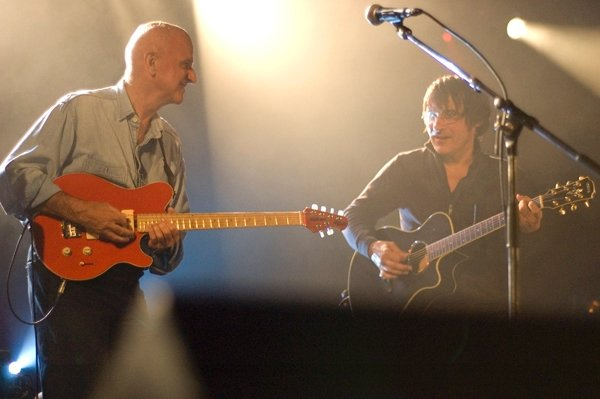
Dan Ar Braz et Pierre Sangra lors de la tournée du Banquet de cristal de Red Cardell en 2008.

En 2000, il participe à l'enregistrement d'Excalibur, la légende des Celtes d'Alan Simon avec des artistes tels que Tri Yann, Roger Hodgson, Gildas Arzel, Fairport Convention, Gabriel Yacoub et Didier Lockwood.
En 2005, il participe au concert « 2000 enfants » au Liberté de Rennes organisé par l'Orchestre des Jeunes de Haute Bretagne et les enfants de la région, avec Yves Duteil. L'école de musique du pays de Locminé porte son nom. Depuis 1996, il est parrain de l'association « Céline et Stéphane - Leucémie espoir », basée à Quimper, qui lutte contre les leucémies : il se produit bénévolement plusieurs fois, à Plabennec en 2003-2004, à Plougonvelin en 2009. Il s'investit aussi pour lutter contre la mucoviscidose, en agissant auprès de l'association sportive La Pierre Le Bigaut dont il est l'un des parrains depuis la fin des années 1990 : il assiste à la plupart des courses, il offre sa guitare Yamaha et participe à la soirée « Guitare Breizh Inspiration » en 2001 ce qui aboutit l'année suivante à l'enregistrement de Un souffle pour la vie, il se produit sur scène à d'autres reprises, comme lors d'une soirée celtique en 2006 et avec Breizharock en 2015.

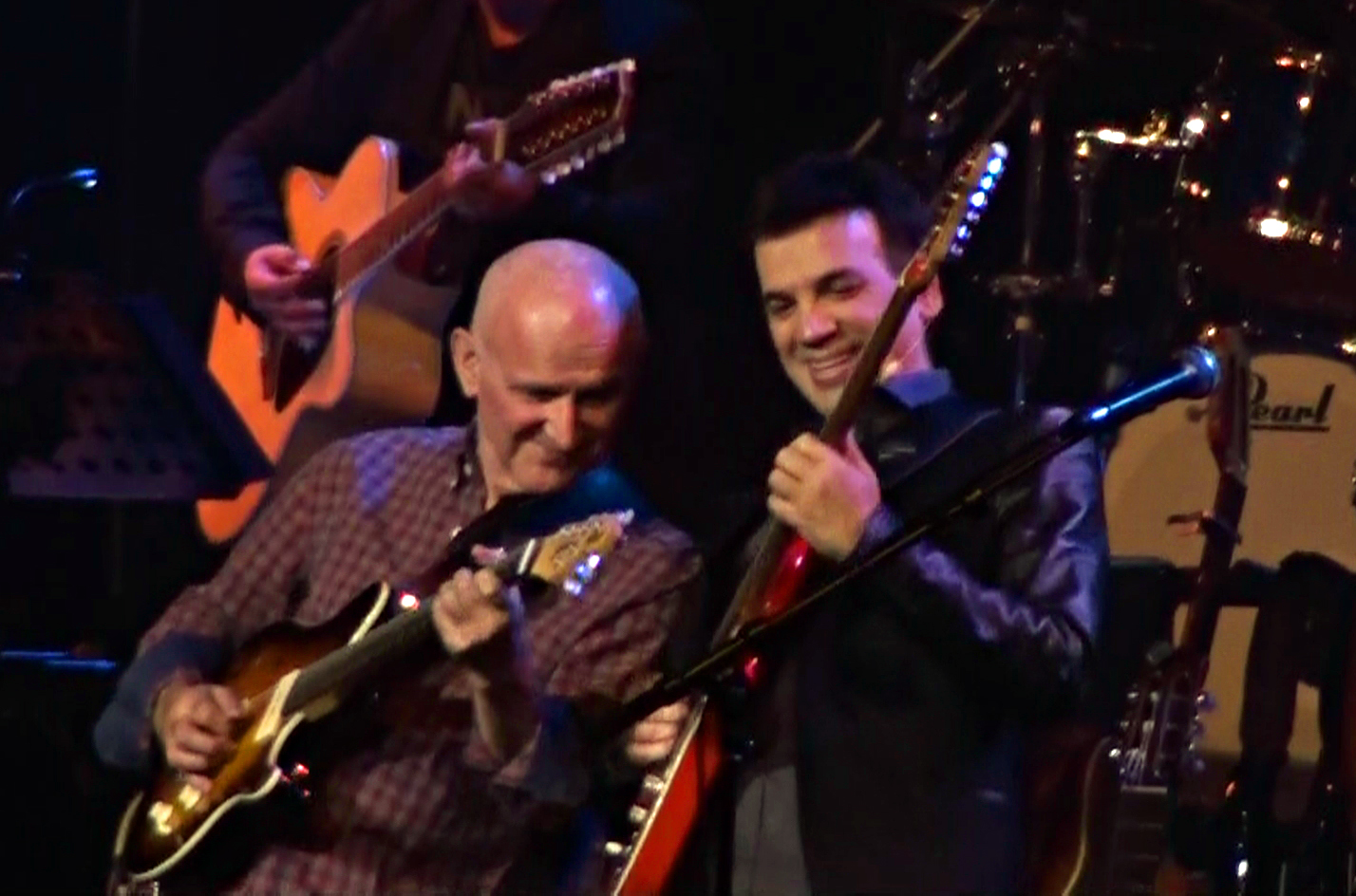
Autour de la guitare avec Jean-Félix Lalanne.

En 2007, il est à l'affiche de la Nuit de la Saint-Patrick, à Paris-Bercy, en compagnie de Karen Matheson. En 2008 il enregistre le titre An dro en compagnie de Red Cardell qui paraît sur Le Banquet de cristal, l'album des quinze ans du groupe quimpérois, puis participe à la tournée en compagnie du trio et des nombreux invités (Jimme O'Neil, Gérard Blanchard, Thomas Fersen, Stéphane Mellino...) et enregistre le titre Gare de Guer qui paraît en 2009 sur le live La Fête au village. En 2010, après avoir participé au premier projet Autour de la guitare de Jean-Félix Lalanne en 2000, il rejoint ses amis guitaristes bretons pour l'album et la tournée Autour de la guitare celtique.
Le 16 février 2012, Dan Ar Braz participe au concert exceptionnel donné par son ancien complice Alan Stivell à l'Olympia de Paris en compagnie de la chanteuse Nolwenn Leroy et du bagad breton Quic-en-Groigne. Le 24 juillet 2012, il participe, en invité surprise et en voisin, au concert donné au théâtre de Cornouaille à Quimper par le nouveau groupe Gabriel & Marie de Malicorne formé par son ancien complice Gabriel Yacoub, qu'il rejoint sur le titre Pierre de Grenoble / Schiarazzula Marazzula, plus de 38 ans après avoir enregistré ce titre sur l'album Pierre de Grenoble du couple Gabriel et Marie Yacoub.
En parallèle de la tournée Celebration, Dan Ar Braz se produit avec d'autres artistes, ainsi en novembre 2012 à Porcieu-Amblagnieu (Isère) aux côtés du bagad Avel Mor de Roanne, de Carlos Núñez et de Michael Jones lors d'une soirée celtique et bretonne, et toujours en duo avec Clarisse Lavanant, en Bretagne du printemps 2012 à début 2013, puis en région parisienne en mars.

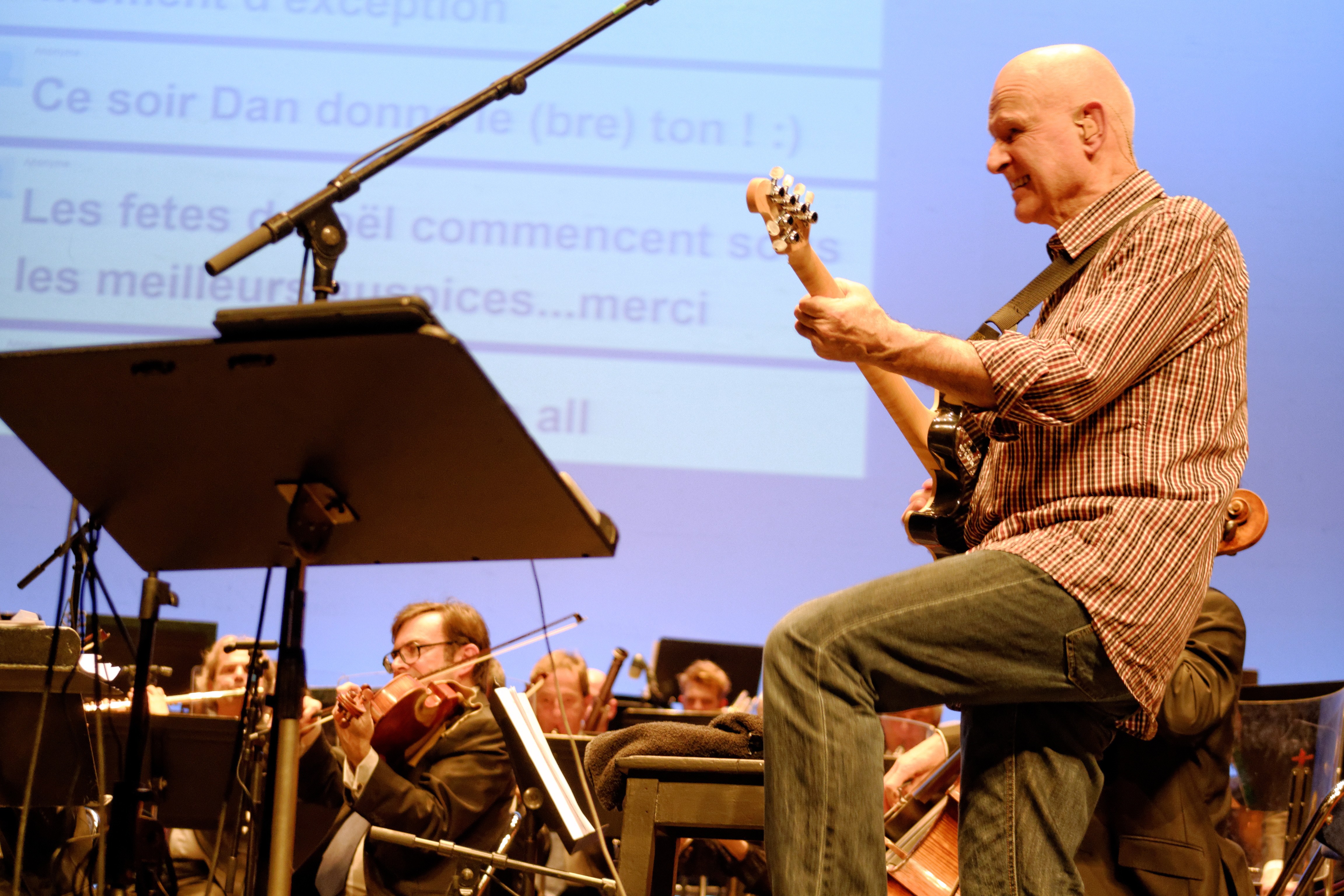
Projet Taliesin de l'Orchestre symphonique de Bretagne en 2015.

En 2015, il rend hommage à son ami Rory Gallagher, vingt ans après sa disparition, en rejoignant sur plusieurs dates la tournée « Band of friends » constituée par ses anciens musiciens (Gerry Mc Avoy, Ted Mc Kena et Marcel Scherpenzee). Alors qu'il démarre une tournée plus intimiste, il se produit à partir d'octobre dans les Zéniths de France avec le spectacle « Autour de la Guitare 2015 » de Jean-Felix Lalanne (avec Robben Ford, Larry Carlton, Christopher Cross, Johnny Clegg, Paul Personne, Axel Bauer, Norbert Nono Krief, Michael Jones). Après avoir célébré les trente ans de l'orchestre des Jeunes de Haute-Bretagne à l'opéra de Rennes les 11 et 12 juin et au Château de Suscinio il partage son répertoire avec l'Orchestre symphonique de Bretagne les 17 et 18 décembre 2015 au théâtre national de Bretagne.

## Récompenses
Par deux fois, il sera récompensé aux Victoires de la musique :
- en 1996, Album de musiques traditionnelles de l’année, pour L'Héritage des Celtes en Concert
- en 1998, Album de musiques traditionnelles ou de musiques du monde de l’année, pour Finisterres

En 2001, Dan Ar Braz reçoit de l’Institut culturel de Bretagne, à Landerneau, le collier de l'Ordre de l'Hermine qui récompense les personnalités qui œuvrent pour le rayonnement de la Bretagne.
Il obtient le grand prix de la Sacem en 2004 dans la catégorie musique traditionnelle et le Grand prix du disque du Télégramme en 2018 pour l'album Harmonie avec Clarisse Lavanant.

## Style musical

### Du rock ou du folk aux racines celtiques

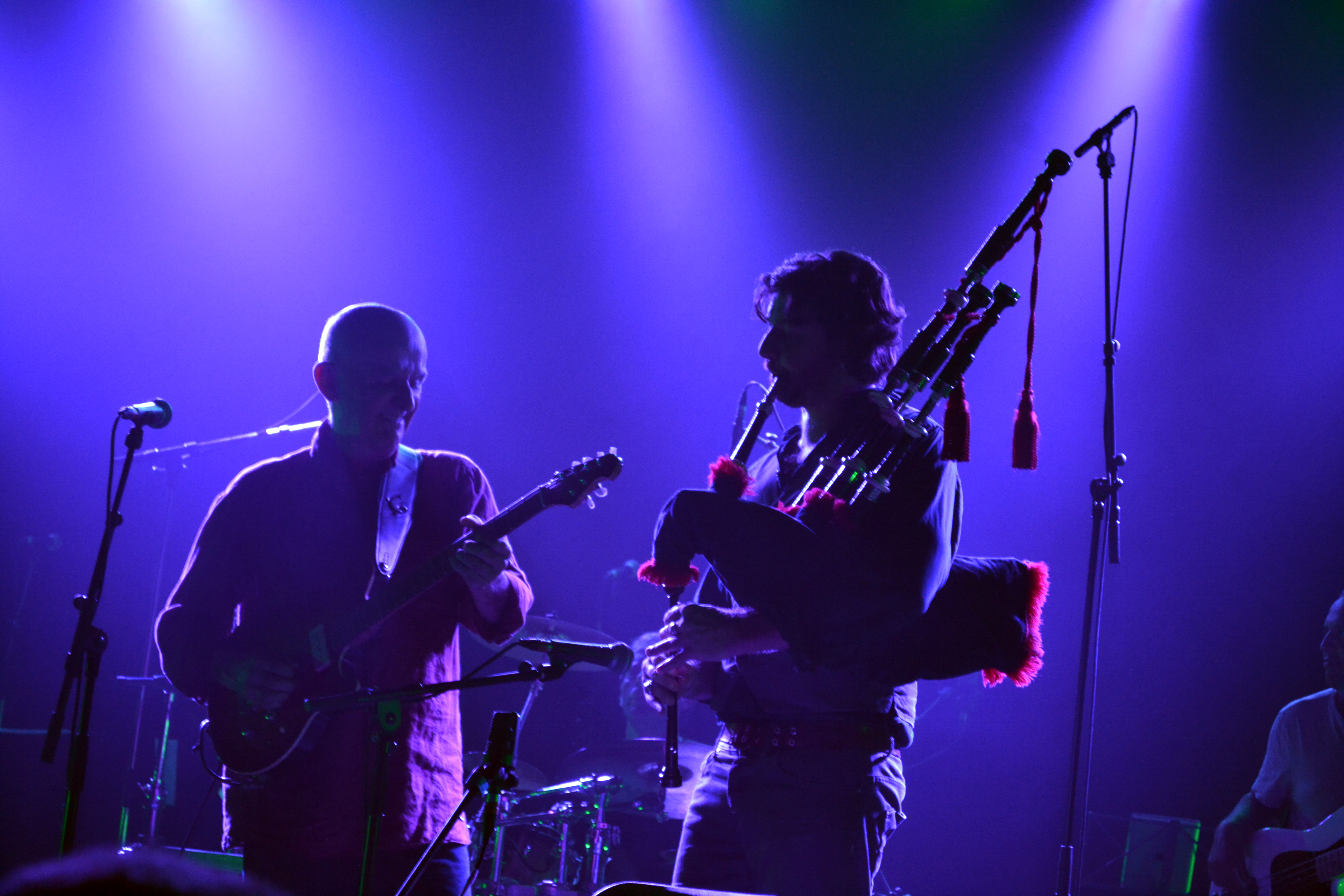
Ronan Le Bars à la cornemuse lors de la Jap'Noz à Plouider.

Dan Ar Braz choisit comme trame onirique de son premier album Douar Nevez la légende de la ville d'Ys et se positionne donc avant que l'on ne parle de Bretagne. Il permet de découvrir les deux facettes de l'artiste, acoustique (Naissance de Dahud, Morvac'h, L'appel du Sage) et électrique (Fin du Voyage, Submersion de la Ville). Cela est le cas pour l'album suivant, Allez dire à la ville, dans lequel il habille en musique quelques textes du poète breton Xavier Grall, découvert en 1977. D'autres adaptations suivent sur l'album Acoustic en 1981 et il les reprend avec quelques inédits sur un album qui leur est entièrement consacré, plutôt folk, en 1992. The Earth's Lament possède une approche très rock des morceaux, dans la composition et l'instrumentation (voix, guitares, basse, batterie). Ses premiers albums sont marqués par la rythmique de Michel Santangeli, les cornemuses de Patrick Molard et les sons de synthétiseurs de Benoît Widemann, accompagnant la présence vocale et guitaristique de Dan Ar Braz, qui sait être à la fois puissante et profonde mais aussi plus effacée tout en restant spontanée et sincère. Des titres de ces trois albums sont repris en 1992 dans l'album instrumental Les Îles de la Mémoire avec trois inédits.
Son jeu en picking s'illustre dans Acoustic (1981) et sa voix est mise en valeur dans des chansons intimistes comme Les Marins, Hope's in you et Les Déments. Theme for the Green Lands (1994) met lui en valeur ses guitares et la cornemuse (écossaise ou irlandaise), ce qui donne lieu à des ambiances rock celtique, avec la présence des futurs titres phares de l'Héritage des Celtes comme Green Lands et The Broken Prayer. Ce dernier commence comme une gwerz ou un cantique et s'achève de manière hard-rock non conventionnelle. Il dédie deux morceaux au sonneur écossais Bob Brown qui fut le professeur de Patrick Molard : l'arrangement du traditionnel Abercairney Highlanders et la composition de The Piper's Glade.
L'Héritage des Celtes présente une symphonie composée de mélodies bretonnes, de suites écossaises, de reels irlandais, aux arrangements rock ou folk. Pour certains morceaux, Dan s'est inspiré de musiques traditionnelles bretonnes. Ainsi, Ar Baz Valan lui sert de point de départ pour le fameux Borders of Salt et la chanson en anglais Eliziza est à mettre en parallèle avec la gwerz Eliz Iza, chantée en breton sous le nom Enez eusa en concert en 1995. Dan Ar Braz se positionne en simple serviteur de cette musique parmi les autres instrumentistes réunis, tout comme le bagad Kemper et le pipe band Shotts qui ne sont pas dans la démonstration ostentatoire. Les chansons louvoient entre harmonies vocales lyriques entraînantes et charmantes ballades plus calmes. Les caractéristiques musicales et techniques se retrouvent sur l'album À Toi et Ceux en 2003, plus axé sur la Bretagne (danses bretonnes rock et chansons qui font voyager vers l'Ouest, musiciens celtes et bagadoù).

### Du folknew ageinspiré par la mer
Trois albums instrumentaux sont consacrés à des musiques plus contemplatives ou mélancoliques. Musiques pour les silences à venir est tourné vers la mer et la contemplation des paysages, aspect renforcé dans Septembre Bleu qui fait part d'une certaine simplicité, dans les compositions, les arrangements jusqu'à la pochette. Son album La Mémoire des Volets Blancs présente une facette autobiographique de l'artiste, qui emploie un propos soft en finesse, à un débit donnant l'impression d'être constamment entre le thème mélodique et le solo. Faces of Spain parle du moment où il a découvert son langage et sa raison d'être grâce à un « guitarrista » sur une plage d'Espagne. Kervel et Course Amère sont respectivement dédiées à son père et à un ami disparus. Le Mur de Pierres est plus strictement adressé à l'enfance, aux enfants, ses propres enfants. Il compose l'instrumental Gwerz Rory, un nouvel hommage, après To Rory en 1979, à Rory Gallagher, célèbre guitariste irlandais qu'il a côtoyé : rencontré à Montreux (Suisse) en 1974 en jouant avec Stivell, il partage la scène avec lui deux fois à Quimper en 1982 et 1984 ainsi qu'en 1994, pour la dernière fois, au festival Interceltique de Lorient. A Long Way est un hommage cette fois aux dulcinées qui ont croisé sa route. L'Ouest Perdu mentionne ses tournées où, entouré par la mer, il finissait par perdre ses repères, avec des solos émouvants de Dan et de Richie Buckley au ténor, tout comme au soprano sur le tout aussi triste Kervel.
L'album de chansons Songs est dans la même démarche de simplicité au calme de la mer. Le thème des îles est présent avec des reprises qui appartiennent au mouvement folk (The Island, Isle of Islay de Donovan, Rising for the Moon de Fairport Convention) mais l'album est plus particulièrement dédié à sa mère (She's Gone, A long way leads to you Annie, A heart needs a home de Richard Thompson). Frontières De Sel est dans la lignée d'un folk celtique très acoustique, dans lequel les chansons montrent son attachement à sa terre (Borders Of Salt), sa culture (Stand Up Becassine) avec une ouverture à son environnement (Regarde Autour) et au monde (Burkina Faso).

### Des outils d'expression au service de buts recherchés
Il a exprimé à plusieurs reprises son attachement pour des causes qui touchent à l'environnement : Les Lamentations de la Mer au sujet des fuites de pétrole, Public Inquiry qui est un hommage « bluesy » aux évènements de Plogoff, L'Aurore, le Nucléaire et le Crépuscule, etc.
Plusieurs morceaux concrétisent un de ses objectifs qui est de faire sonner son instrument comme une cornemuse : Isle of Islay, Musique pour les silences à venir, Mort et immersion de Malguen, etc. Cela est perceptible dès son premier album avec le groupe Mor, sur le premier morceau Gavotte par exemple où le son de distorsion de la guitare rappel celui du biniou breton.

## Matériel
Il a joué d'abord sur une guitare électrique Egmond, puis en tant que folk-singer sur une acoustique Framus, et une Favino dès le groupe Mor. Avec Stivell, il développe son son sur une Fender Stratocaster puis une Gibson SG Standard, branchées sur un premier stack 2 corps Marshall 100W. Il choisit Guild en acoustique et en 12 cordes. L'étape Fairport Convention est marquée par sa Gibson L6S (24 cases) sur un combo Hinsley (préampli à lampes et ampli).
Découvertes lors de tournées, il choisit en 1979 une guitare originale du luthier danois Mörch, dont la corne supérieure est ornée d'une volute, rappelant le triskell. En 1980, il achète une première guitare acoustique Pavy, de petite taille telle une Martin 15. Il en aura trois au total et en garde une jusqu'à aujourd'hui. Didier Pavy ayant arrêté, il demande à Alain Queguiner de lui réaliser un modèle identique en 1981. En 1985, le luthier Guy Oudenot ne pouvant restaurer sa Mörch, il lui réalise un modèle similaire, avec un kit de micros EMG. De la signature Oudenot, il possède également une double manche et une éléctro-acoustique. En ce qui concerne les effets, Dan possède au début des années 1980 des mini pédales à mémoire Ibanez, puis le premier pédalier multi-effet Boss ME 10 qu'il complète au début des années 1990 par un module synthé Roland GR 50 (puis multi effets) et un capteur GK2.
Il présente sur Musiques pour les silences à venir une acoustique Takamine à cordes nylon. Pour le premier album de l'Héritage des Celtes, ses nouvelles guitares électriques aux micros humbuckers Seymour Duncan sont des Starfield de modèles Cabriolet (à manche érable) et Altaïr American Custom. Un ampli de puissance Chevin Research A 500 est utilisé sur deux enceintes de 250 watts fabriquées par Padrig Sicard et son set d'effets est composé de pédales Roland et d'un rack Digitech GSP 2101. Au moment de l'Eurovision, Dan fait l'acquisition de guitares Godin TC1 et ST1 et opte sur scène pour deux combos à lampes Fender Blues Deville, qu'il revend l'année suivante pour acheter deux combos Peavey Delta blues et deux baffles Peavey Blue Marvel 15. Il s'accompagne d'un Boss GT5, puis du GT6 en 2003. En 1998, il présente une nouvelle Godin TC1 au FIL et en 1999, un nouvel ampli Peavey Classic 50 pour la Saint-Patrick à Bercy.

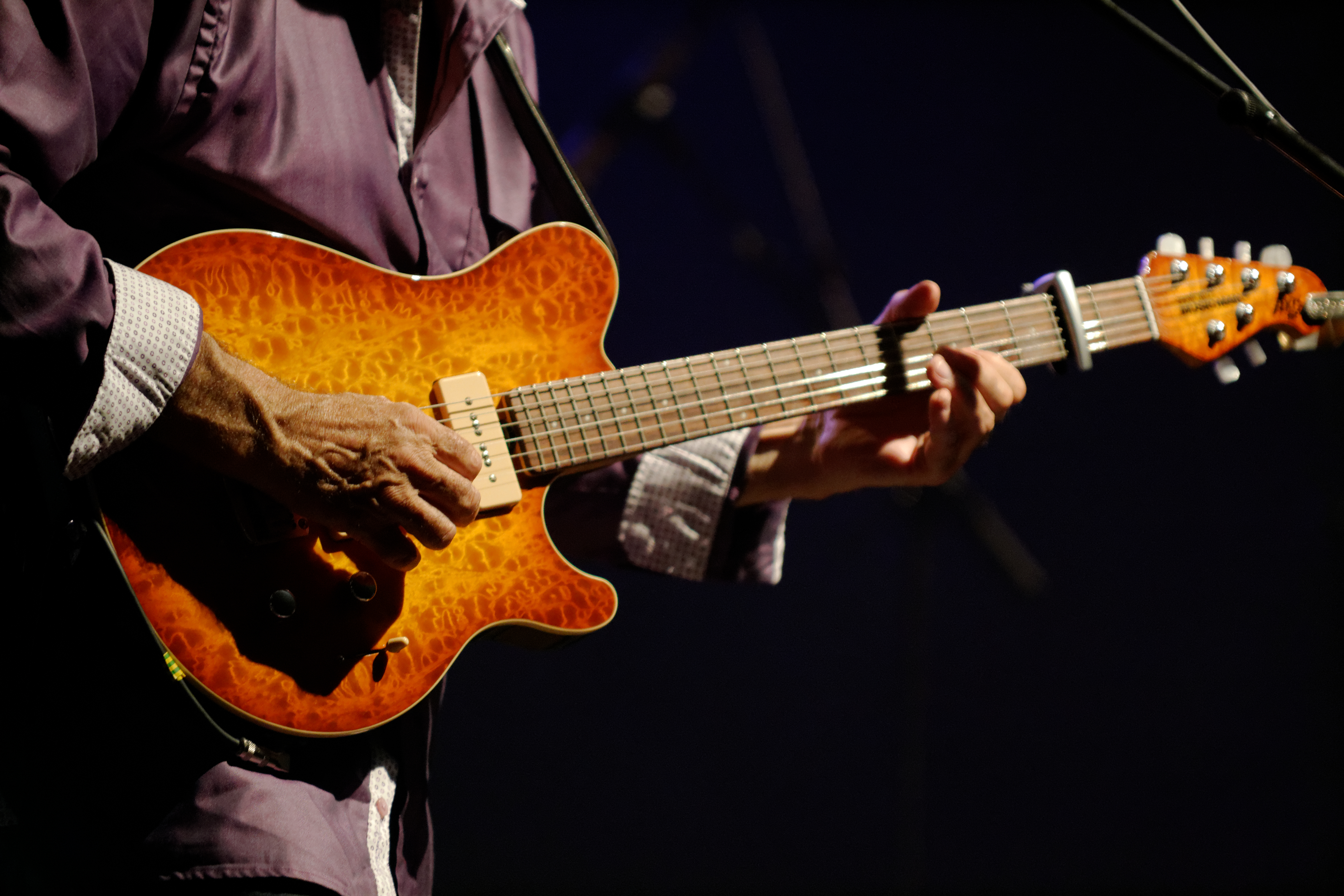
Guitare électrique Music Man Axis Sport de Dan Ar Braz.

En 2000, il est subjugué par sa nouvelle Music Man Axis Sport (micros DiMarzio Custom). Charmé par les sons cristallins et ronds à la fois par le sustain naturel, Dan acquiert aussitôt une seconde Music Man (Silhouette Special), qu'il joue sur de nouveaux amplis Peavey (Classic 3O et HP 12"). En 2001, la famille s'agrandit par une Silhouette (doubles micros) et une Axis Super Sport avec deux MM 90. En acoustique, il possède par la suite deux Santa Cruz (en) et trois Lowden (6 cordes, 12 cordes et nylon). Depuis les années 1990, ses problèmes au côté droit (dystonie, hernie cervicale) l'amènent à être exigent sur la taille de la caisse. Il possède les pédaliers Tone Lab LE et ST. En 2010, il fait confectionner par Boucher une six cordes et une douze cordes. En 2011, attiré par le modèle Lâg Tramontane, Michel Lâg Chavarria lui conçoit une guitare sur-mesure. Cette même année, il est endossé par les cordes Elixir Strings et devient ambassadeur de la marque, en jouant principalement sur du Phosphore Bronze Nanoweb tirant 12-53.

## Discographie

### En tant que guitariste d'Alan Stivell
- 1972 : Renaissance de la harpe celtique
- 1972 : À l'Olympia
- 1973 : Chemins de terre
- 1974 : E Langonned
- 1975 : E Dulenn - À Dublin
- 1976 : Trema'n Inis : Vers l'île
- 1977 : Before landing
- 1993 : Again (invité)
- 2013 : 40th Anniversary Olympia 2012 (invité)

### Au sein du groupe Mor
- 1973 : Stations

### Sous le nom de Dan Ar Braz

#### Albums solo
- 1977 : Douar Nevez (Hexagone / Disc'AZ - WEA)| No  | Titre                                        | Durée |
| --- | -------------------------------------------- | ----- |
| 1.  | Intro                                        |       |
| 2.  | Retour de guerre                             |       |
| 3.  | Naissance de Dahud                           |       |
| 4.  | Mort et immersion de Malguen / Fin du voyage |       |
| 5.  | Naissance de la ville                        |       |
| 6.  | Morvac'h (Cheval de la mer)                  |       |
| 7.  | Orgies nocturnes                             |       |
| 8.  | L'ennui du roi                               |       |
| 9.  | Les forces du mal                            |       |
| 10. | L'appel du sage                              |       |
| 11. | Submersion de la ville                       |       |
| 12. | Douar nevez (Terre nouvelle)                 |       |
- 1978 : Allez dire à la ville (Hexagone / Disc AZ - WEA)| No  | Titre                                                  | Durée |
| --- | ------------------------------------------------------ | ----- |
| 1.  | Allez dire à la ville                                  |       |
| 2.  | Suite écossaise                                        |       |
| 3.  | L'amour kerne                                          |       |
| 4.  | Les oiseaux et les électrons de Brenilis               |       |
| 5.  | Dimanche après-midi                                    |       |
| 6.  | Toi, fils de roi, fils de rien (Tu lis ton ascendance) |       |
| 7.  | Farewell Bob Brown                                     |       |
| 8.  | Requiem pour le jet                                    |       |
| 9.  | Les saisons                                            |       |
| 10. | L'amour, le nucléaire et le crépuscule                 |       |
| 11. | Plainte de Yann Vari Perrot                            |       |
- 1979 : The Earth's Lament (Hexagone / Musidisc - WEA)| No | Titre              | Durée |
| -- | ------------------ | ----- |
| 1. | Rain               |       |
| 2. | To Rory            |       |
| 3. | Back to life       |       |
| 4. | The piper's glade  |       |
| 5. | Menez du           |       |
| 6. | Wild hopes         |       |
| 7. | Birds and boats    |       |
| 8. | The Earth's lament |       |
- 1982 : Acoustic (Keltia Musique)réédité en 2006 avec bonus tracks
- 1985 : Musique pour les silences à venir... (Keltia Musique)
- 1988 : Septembre bleu (Keltia Musique)
- 1990 : Songs (Keltia Musique)
- 1991 : Borders of salt : Frontières de sel (Keltia Musique)
- 1992 : Xavier Grall chanté par Dan Ar Braz (Keltia Musique)
- 1992 : Les Îles de la mémoire (Keltia Musique)| No  | Titre                                          | Durée |
| --- | ---------------------------------------------- | ----- |
| 1.  | No one (For Michou)                            |       |
| 2.  | Vers le sîles                                  |       |
| 3.  | Wild hopes                                     |       |
| 4.  | Naissance de la ville                          |       |
| 5.  | The eath’s lament                              |       |
| 6.  | L’ennui du roi                                 |       |
| 7.  | Anne de Bretagne                               |       |
| 8.  | Naissance de Dahud                             |       |
| 9.  | Fom dawn till dusk (De l’aurore au crépuscule) |       |
| 10. | Ten Years already (Dix années déjà)            |       |
| 11. | The island near the sun                        |       |
- 1994 : Theme for the Green Lands : Suite pour cornemuses et guitares (Keltia Musique)
- 2001 : La Mémoire des volets blancs (Columbia/Sony Music)| No  | Titre                            | Durée |
| --- | -------------------------------- | ----- |
| 1.  | Faces of Spain                   |       |
| 2.  | Course amère                     |       |
| 3.  | L'Ouest perdu                    |       |
| 4.  | La mémoire des volets blancs     |       |
| 5.  | Le mur de pierres                |       |
| 6.  | La route des presqu'îles         |       |
| 7.  | Gwerz, Rory                      |       |
| 8.  | A long way                       |       |
| 9.  | Kervel (stories from the shores) |       |
| 10. | Fenêtre sur mer                  |       |
| 11. | Au Nord vers une autre lumière   |       |
| 12. | Silent heart in the fall         |       |
- 2003 : À toi et ceux (Columbia/Sony Music)
- 2007 : Les Perches du Nil (BMG/Sony Music)
- 2009 : Comptines celtiques et d'ailleurs (Eveil et Découvertes / Coop Breizh)avec Clarisse Lavanant
- 2012 : Celebration (L'OZ Production / Coop Breizh)| No  | Titre                  | Durée |
| --- | ---------------------- | ----- |
| 1.  | Belong                 | 3:47  |
| 2.  | La trace du souvenir   | 3:14  |
| 3.  | Celebration            | 5:18  |
| 4.  | Land                   | 3:43  |
| 5.  | Bro yaouank hon bugale | 4:09  |
| 6.  | Cornwall attitude      | 3:13  |
| 7.  | Rock around the loch   | 3:51  |
| 8.  | Goodnight god          | 4:14  |
| 9.  | Amazing grace          | 4:43  |
| 10. | Enez Imma              | 4:23  |
| 11. | Delphine in the sky    | 3:29  |
| 12. | Juste un rêve          | 3:10  |
| 13. | J'avais cinq enfants   | 8:17  |
- 2015 : Cornouailles Soundtrack (Coop Breizh)| No  | Titre                                        | Durée |
| --- | -------------------------------------------- | ----- |
| 1.  | Wood on the sand                             |       |
| 2.  | Moon river                                   |       |
| 3.  | The girl from the other side of the mountain |       |
| 4.  | La plage de Kermyl                           |       |
| 5.  | It’s for you to                              |       |
| 6.  | O Shenandoah                                 |       |
| 7.  | Ar menuizar                                  |       |
| 8.  | The soul bridge                              |       |
| 9.  | Avec le temps                                |       |
| 10. | Le hasard                                    |       |
| 11. | None of these words                          |       |
| 12. | Flakes of peace                              |       |
| 13. | May peace find you                           |       |
| 14. | Il voyage en solitaire                       |       |
| 15. | Theme for a victory                          |       |
- 2017 : Harmonie (avec Clarisse Lavanant)| No  | Titre                    | Durée |
| --- | ------------------------ | ----- |
| 1.  | La fin de la terre       |       |
| 2.  | Harmonie                 |       |
| 3.  | Va bro garet             |       |
| 4.  | J'ai tant besoin de toit |       |
| 5.  | Juste avant              |       |
| 6.  | Danse la vie             |       |
| 7.  | Ce mal qui vient         |       |
| 8.  | Passeur de vie           |       |
| 9.  | Le grand voyage          |       |
| 10. | Quoi qu'il passe         |       |
| 11. | On revient toujours      |       |
| 12. | Un dimanche au grand air |       |
| 13. | Kornioù bro              |       |
| 14. | Pleure                   |       |
| 15. | C'était toi              |       |
| 16. | Chacal des mers          |       |
| 17. | La route à l'envers      |       |
| 18. | Burkina Faso             |       |
| 19. | Kae da nijal             |       |
- 2020 : Dan Ar Dañs (Hent Glaz Productions / Paker Prod)| No  | Titre                 | Durée |
| --- | --------------------- | ----- |
| 1.  | Pop plinn             |       |
| 2.  | Menez du              |       |
| 3.  | Belong                |       |
| 4.  | Call to dance         |       |
| 5.  | Cornwall attitude     |       |
| 6.  | Orgies nocturnes      |       |
| 7.  | Ton bale pourled      |       |
| 8.  | Les forces du mal     |       |
| 9.  | Dans fisel            |       |
| 10. | Left in peace         |       |
| 11. | As far as i can dream |       |
| 12. | Bal a dans plinn      |       |
| 13. | La trace du souvenir  |       |
| 14. | Evit ar barzh         |       |

#### Albums en concert
- 2006 : Frontières de sel (CD/DVD)
- 2014 : Célébration d'un héritage

#### Bandes originales
- 1992 : Rêves de Siam (Keltia Musique)
- 1983 : Anne de Bretagne (EP) (FLVM)« Anne de Bretagne ou les sabots de Merlin », spectacle écrit et mis en scène par Michel Liard.

#### Compilations solo
- 2002 : Made in Breizh (Tinder Records)
- 2003 : Celtiques (compilation studio et live) (Columbia / Sony Music)
- 2011 : Bretagnes : ici, ailleurs, là-bas (Believe / L'OZ Production)

### Collaborations diverses
- 1973 : Pierre de Grenoble de Gabriel & Marie Yacoub (futurs fondateurs de Malicorne)
- 1974 : L'habitude de Jacques-Emile Deschamps (Les chevaux blancs)
- 1975 : Et Gary Cooper s'éloigna dans le désert  d'Alain Kan (chœurs sur 2 titres du LP)
- 1976 : Gottle O'Geer de Fairport Convention
- 1976 : Sonerien Du vol.3 des Sonerien Du
- 1977 : Sans titre... de Youra Marcus et Chriti Gibbons
- 1978 : No Man's Land de Jacques Higelin
- 1978 : L'Extraordinaire Tour de France d'Adélard Rousseau, dit Nivernais la clef des cœurs, Compagnon charpentier du devoir de Malicorne
- 1978 : La marée noire (Ballon noir BAL 13005) (album collectif dont le bénéfice des ventes était destiné aux associations écologiques travaillant à réparer les dégâts provoqués par le naufrage de l'Amoco Cadiz)
- 1979 : Youra Marcus & Cristi Gibbons (LP)
- 1979 : Nyon Folk Festival
- 1979 : Irish Reels, Jigs and Hornpipes de Guitar Artistry avec Duck Baker, Dave Evans, Davey Graham (réédition Acoustic Music 2009)
- 1980 : Stavnsbundet de Kræn Bysted (production)
- 1982 : An Distro (Apocalypse) de Glenmor
- 1982 : Au secret déluge de Melaine Favennec
- 1982 : Aldébaran de Michel Corringe
- 1982 : Un étranger dans la ville de Patrick Coutin
- 1983 : AT2 - The reunion concert de Fairport Convention
- 1984 : Ar Baz Valan de Patrick Molard (LP)
- 1985 : Si tu ne chantais pas pour eux à quoi bon demeurer ? de Glenmor
- 1985 : Spice of life de John Molineux
- 1986 : Savet diouz ar mintin de Padrig Sicard (LP)
- 1986 : Euphonia de Vincenzo Zitello
- 1988 : No More to the Dance des Silly Sisters
- 1989 : C'hoazh hag adarre de Barzaz Breiz (FR3)
- 1989 : Kerygma de Vincenzo Zitello (LP)
- 1990 : Live Legends de Fairport Convention (DVD)
- 1991 : Jabadao Blues de Georges Jouin
- 1991 : L'Albatros fou de Gilles Servat et Triskell
- 1992 : 1973-1992 de Gérard Delahaye
- 1992 : A way for Brittany (Traditional Breton Music) de Padrig Sicard
- 1994 : Les Albums de la Jeunesse de Gilles Servat
- 1994 : Le blues de Danielle Messia de Morgane
- 1994 : The Last Hero de Kad
- 1995 : A Winter Garden de Loreena McKennitt (EP)
- 1996 : Sur les quais de Dublin de Gilles Servat
- 1996 : Brest 96, Penn-Ar-Bed de Didier Squiban
- 1996 : The Lost Frontier des XII Alfonso
- 1996 : Lutte contre le cancer de Le cadeau de la vie
- 1997 : Je suis de ces marins de Régis Guillemet
- 1997 : Celtic voices (Voix celtiques)
- 1997 : An tour tan de Didier Squiban
- 1998 : Cordes de Bretagne de Kerden
- 1998 : Musiques bretonnes de Fest Vraz (Keltia Musique)
- 1998 : Excalibur, La Légende des Celtes de Alan Simon
- 1998 : The Cropredy Box de Fairport Convention
- 1998 : Apocalypse de Glenmor
- 1998 : Un homme simple de Pierre Bachelet
- 1999 : Les mouettes ont pied...! de Drevan
- 1999 : Nos îles - Nos amours de Melaine Favennec
- 1999 : Os amores libres de Carlos Núñez
- 1999 : Odyssées des XII Alfonso
- 1999 : Identités de Idir (titre Illusions avec Gilles Servat)
- 1999 : A Celtic Procession Live - Les Tombées de la nuit de Jacques Pellen
- 1999 : Dernière édition avant l'An 2000 des Enfoirés
- 2000 : Excalibur le concert mythique de Alan Simon
- 2000 : Autour de la guitare
- 2000 : Mayo longo de Carlos Núñez
- 2000 : Open the door de Roger Hodgson
- 2001 : Autour d'un cadavre exquis (Ange, album "Culinaire lingus" avec aussi Nono Norbert Krief, Paul Personne, Tommy Emmanuel, Jean-Pascal Boffo, Jan Akkerman, Claude Demet, Serge Cuenot)
- 2001 : Culinaire Lingus de Ange
- 2002 : Chants de mer pour un géant de lumière de Tour Tan
- 2002 : Concert contre la mucoviscidose de Un Souffle pour la Vie
- 2003 : Un Galicien en Bretagne / Almas De Fisterra / Finisterre: The end of the earth de Carlos Núñez
- 2004 : Drôle d'Anibal de Bruno Coupé
- 2005 : Autour de la guitare (Vol. 1) de Jean-Félix Lalanne
- 2005 : Vers l'imaginaire de Clarisse Lavanant
- 2006 : Bagad Kemper (Collection 1995-2005)
- 2006 : Club Renaissance de Club Renaissance
- 2006 : Livioù Ar Bed de Jean-Luc Roudaut
- 2007 : Crabouillage de Bruno Coupé
- 2007 : Excalibur II d'Alan Simon
- 2008 : Tyle of Lochalsh de Philippe Guevel
- 2008 : Le Banquet de cristal de Red Cardell
- 2008 : A Midwinter Night's Dream de Loreena McKennitt
- 2009 : Breitzhel du Bagad Kiz Avel
- 2009 : Bretagne en scène de L'Oz Production
- 2009 : La Fête au village de Red Cardell
- 2010 : Live Au Cornouaille du Bagad Kemper
- 2010 : Compositions pour guitare(s) de Michel Haumont & Co
- 2010 : Autour de la guitare celtique de Jean-Félix Lalanne, avec Gilles Le Bigot, Soïg Sibéril et Gildas Arzel
- 2011 : VIP: Very Intimes Poteaux de Soldat Louis
- 2011 : Little Universe de Paul Edwards
- 2011 : Douze nuits de Gilles Guerif
- 2011 : 60th Birthday Bash de Dave Pegg
- 2012 : Rock'n celtic guitar de Julien Jaffrès
- 2014 : Rain, the Rain et Des idéaux, album Lupin de Les Lupins
- 2015 : Autour de la guitare 2011. Les 10 ans ! de Jean-Félix Lalanne (CD/DVD)
- 2016 : Sentinelles de Laurent Gourvez
- 2016 : Traversée imaginaire de Marc Thouénon
- 2017 : Breizh an Ankou : La Bretagne de l'Ankou de Jean-Charles Guichen
- 2017 : Songwriter - My British Side d'Alan Simon
- 2017 : Breizh eo ma bro ! (interprète Borders of Salt en version symphonique)
- 2018 : Summer Tour 2018 de The Celtic Social Club
- 2018 : Human~Kelt d'Alan Stivell

## Vidéographie

### DVD
- Zénith (1 DVD ; 1998) : concert de Dan Ar Braz et l'Héritage des Celtes au Zénith de Paris les 16 et 17 mars 1998.
- Frontières de sel (1 DVD (DVD-9) / 1 CD ; 15 mars 2006 ; 1h55 ; Pathé (457154) / Sony Music Vidéo) : le DVD inclut 60 minutes du dernier concert de la tournée 2004/2005, enregistrées en juillet 2005 à Quimper, 30 minutes du concert de Dan Ar Braz et l'Héritage des Celtes donné au Zénith de Paris en mars 1998, une interview exclusive réalisée en novembre 2005 (14 minutes 30), le reportage "Vers les îles" (52 minutes), le clip "Borders of salt" (1 minute 30) ; en supplément, le CD de compilation de 10 titres propose 5 enregistrements inédits en public ("Gwerz rory", "Le Route vers l'Ouest", "Duchesse", "Borders of salt", "Pas d'un pas") et 5 titres extraits des 2 derniers albums du moment (L'Ouest perdu", "Faces of Spain" et "Fenêtre sur mer" extraits de l'album La Mémoire des volets blancs (2001), "La valse de la longue espérance" et "Mary's dancing" extraits de l'album A toi et ceux (2003))[77],[78].

### TV
- Célébration - Live à Keroman (2012 ; 1h24 ; réalisation : François Goetghebeur ; Morgane Production avec la participation de France Télévisions ; première diffusion sur France 3 le 14 août 2013) : concert donné le 11 août 2012 sur le slipway du port de pêche de Lorient-Keroman dans le cadre du Festival interceltique, avec des invités : le Bagad Kemper, Dominique Dupuis, Alan Stivell...

### Documentaires
- Portrait Dan Ar Braz : L'accordé sensible, film d'Alain Gallet, 1992, France 3 Ouest, 52 min.
- Vers les îles, film de Armelle Busq, Morgane Production, 1998, 52 min.
- Breizh Brothers : Alan Stivell, Dan Ar Braz et Gilles Servat, Olivier Chasle, 2020, Bleu Iroise, 52 min.
- Dan Ar Braz : la Bretagne en héritage, de Thierry Bourcy et Philippe Gallouedec, 2020, Aligal Production, 52 min.